# Harold Sumberg
Harold Sumberg (* 25. August 1905 in Rochester/New York; † 6. Januar 1994 in Toronto) war ein kanadischer Geiger, Dirigent und Musikpädagoge.

## Leben
Nach einer Ausbildung am Dovercourt College of Music in Toronto studierte Sumberg von 1922 bis 1927 in Berlin Violine bei Carl Markees, Henry Holst und Willy Heß. Von 1927 bis 1956 unterrichtete er am Royal Conservatory of Music in Toronto. Hier gehörte er von 1929 bis 1945 dem Conservatory String Quartet an, gründete 1941 das Conservatory String Orchestra und leitete das Sumberg Studio String Orchestra, in dem viele seiner Violin- und Bratschenschüler mitwirkten, darunter Nathan Green, Phyllis Gummer, Stephen Kondaks, Eveline Maguire, Samuel Margolian und Victor Zuchter.
1928 trat er in das Toronto Symphony Orchestra ein, wo er von 1931 bis 1957 Zweiter Konzertmeister war. Von 1934 bis 1940 wirkte er als Konzertmeister, Solist und Dirigent an den Promenade Symphony Concerts, einer Reihe von Sommerkonzerten in Toronto, mit. Zudem war er in den 1930er Jahren Mitglied des New World Chamber Orchestra unter Samuel Hersenhoren und Konzertmeister der von Albert David Jordan geleiteten Toronto Chamber Music Society.
Sumberg trat im Duo mit dem Pianisten Alberto Guerrero und im Trio mit Guerrero und Cornelius Ysselstyn (später als Sumberg-Trio mit Ysselstyn und dem Pianisten Leo Barkin) auf. 1945 wurde er musikalischer Leiter der CBC-Serie Intermezzo. In der von ihm initiierten Sendereihe Symphonys for Strings spielte er u. a. Premieren von Godfrey Ridouts Two Etudes, die ihm gewidmet sind, Harry Somers’ Scherzo and Slow Movement for Strings und John Weinzweigs Divertimento No. 2 sowie von Werken Howard Cables, Robert Flemings, George Hursts, Barbara Pentlands und anderer.
1948 gründete Sumberg das Toronto Woman's Orchestra sowie die Canadian Little Symphony, die er bis 1956 leitete. Zudem war er von 1952 bis 1964 Zweiter Konzertmeister des CBC Symphony Orchestra und von 1952 bis 1965 der von Heinz Unger geleiteten York Concert Society.
1961 kehrte er zum Toronto Symphony Orchestra zurück, dem er bis 1975 angehörte. Ab 1963 unterrichtete er Geige und Bratsche an der YMHA Music School (später Koffler Centre of the Arts Music School), deren Direktor er 1973 wurde. Als Juror war er u. a. ab 1955 fast dreißig Jahre lang am Canadian Open Old Time Fiddlers' Contest beteiligt. 1983 wurde er mit einer lebenslangen Mitgliedschaft im Arts and Letters Club of Toronto geehrt.